# Haflinger
Haflingeren er en koldblod hesterace, der stammer fra Tyrol i Østrig og oprindeligt fra Sydtyrol. Den er opkaldt efter den lille bjerglandsby Hafling. Vandrere i Sydtyrol og Østrig støder tit på den lille hest, hvis røde-hvide farver kan ses på lang afstand.
Haflingeren bliver brugt som familiehest i alpelandet. For vogn om søndagen til kirke, som klassisk dressurhest, som showdyr og som turisthest i hele Østrig. Men også i resten af verden har hesten gået sin sejrsgang. I Tyskland er Haflingeren den mest populære fritidshest overhovedet. I Danmark ligger den på 5. pladsen over populære heste.
Forskellige behov har formet den lille bjerghest til det, den er i dag. Hæren havde brug for en stærk trækhest der kunne trække våben og proviant over bjergene, men samtidig en stærk og udholdende ridehest som var loyal i kampens hede. Bønderne havde brug for en hjælper i det stejle terræn, og konkurrencerytteren havde brug for en forædlet og meget varmblodet hest.
Men udgangspunktet for Haflingeren som etableret race var krydsningen af de lokale hopper med Arabere og Norikere. I 1874 så et fuksfarvet hingsteføl dagens lys. Den kom til at hedde 249 Folie og var søn af araberhingsten 133 El Bedavi XXII og en lokal bjerghoppe. Det lille hingsteføl vakte stor begejstring hos Grev Huyn, som beskrev det: En muskelpakke med araberadel, med lang skrå skulder, kraftige led, storrammet bygning, stor gang og vidunderligt temperament. 249 Folie viste sig som en god avlshingst. Den bedækkede i 18 år og blev racens egentlige stamfader.
Syv hingstelinier og 32 hoppeliner udgår fra 249 Folie. Alle linjer er registreret, og rene haflingere kan føres direkte tilbage til 249 Folie. I 1975 blev Danmarks haflingeravlsforbund stiftet. De første mange år valfartede medlemmerne til Sydtyrol for at købe avlshopper, hingsteføl og hingste. Nu er de nået så langt, at de selv avler avlshingste efter de avlsmål, som bliver udstukket af Welt-Haflinger-Vereinigung.
Lige siden avlen blev målrettet mod fritidsmarkedet, er stangmålet forsigtigt forhøjet: For hopper er målet pt. 136-150 cm, for hingste 145-150. I dag findes der ca. 1000 Haflingere i Danmark. Da flere og flere realiserer deres drøm om "et hus på landet", er der her en klar fremgang i hesteracens popularitet. Fra nr. 22 i år 2000 til nr. 11 på listen over mest populære heste i verden.

## Fakta
Haflingeren er en ponyrace på omkring 135-150 i stangmål med en muskuløs kropsform, der tydeligt viser, hvor meget den kan og vil. Den har i dag ridepræg uden at ligne en sportspony. Det tilstræbes at avle en korrekt, godmodig, men livlig hest med gode bevægelser. Haflingere er altid røde med lys man og hale (rød flaxen) og aldrig palomino, som så mange fejlagtigt tror. Ingen aftegn, der går over midten af piben, er tilladt, og kun ét aftegn på ben er tilladt. Aftegn i hovedet er tilladt, blot ikke for brede. Hovedet skal være ædelt og tørt og i størrelse passe til hesten. Det skal have store, livlige øjne og brede næsebor. Hovedet skal ligeledes fremvise passende frihed i nakken og en korrekt stilling af ørerne. Halsen skal være tilstrækkelig lang og tilspidse sig hen imod hovedet. Der må hverken være underhals eller svanehals, og den må ikke være for bred, og der skal være god ganachefrihed. Der ønskes en passende lang og velmarkeret manke. Ryggen skal være middellang med gode muskler og i bevægelsen forene både svingning, trækkraft og ligevægt. Bagparten bør have et langt, let bøjet, ikke for stærkt hældende og ikke for furet kryds, men med en kraftig muskulatur. Halen må ikke være for lavt ansat. Lang skråtliggende skulder og tilstrækkelig brystdybde ønskes. Fundamentet skal være korrekt. Korrekte benstillinger med klart udformede led og brede, flade knæ ønskes. Man ønsker set bagfra og forfra en korrekt stilling af forlemmerne. Koderne skal være passende lange og godt udviklede. Hovene skal være runde, klare og hårde. Proportionen, underarm til knæ og videre til hov skal udgøre ca. 50%. For baglemmerne gælder, hvad angår korrektheden i stillingen, det samme som for forlemmerne, men her ønsker man tillige et korrekt, godt og klart udformet, kraftigt haseled med gode overgange og en vinkel for bagbenet på ca. 150`. Store, rummelige gangarter er velanset hos haflingeren. Haflingern bruges også som dressur hest men mest med i fx shows osv.

## Brugsegenskaber
I dag bruges Haflingeren til dressur, springning, westernridning, distanceridning, skovtursridning, voltering, kørsel med fra en til 10 heste og show. Haflingerens stærke sider er godt temperament og en god størrelse, som kan håndteres af folk i alle aldre. Og sidst, men ikke mindst har haflingeren et fantastisk væsen og ånd, samt en flot fremtoning og charme.